# 峰停留場
峰停留場（みねていりゅうじょう）は、栃木県宇都宮市峰にある宇都宮ライトレール宇都宮芳賀ライトレール線の停留場。

## 概要
栃木県道64号宇都宮向田線と宇都宮市道1635号線との交差点に建設された。仮称は「今泉町」であった。
人材派遣業を営むシーデーピージャパン株式会社が副停留場名称の命名権を購入し、「シーデーピージャパン本社前」の副停留場名称を付与している。

## 歴史
- 2021年（令和3年）4月23日：停留場名決定[5]。
- 2023年（令和5年）
  - 8月26日：開業[3][4]。
  - 11月17日：午前5時5分頃、2番線ホーム宇都宮駅東口寄りにある電柱に飲酒運転の自動車が衝突し電気設備を損傷する事故が発生[8][9]。自動車を運転していた男は酒気帯び運転の容疑で逮捕された[8]。

## 停留場構造

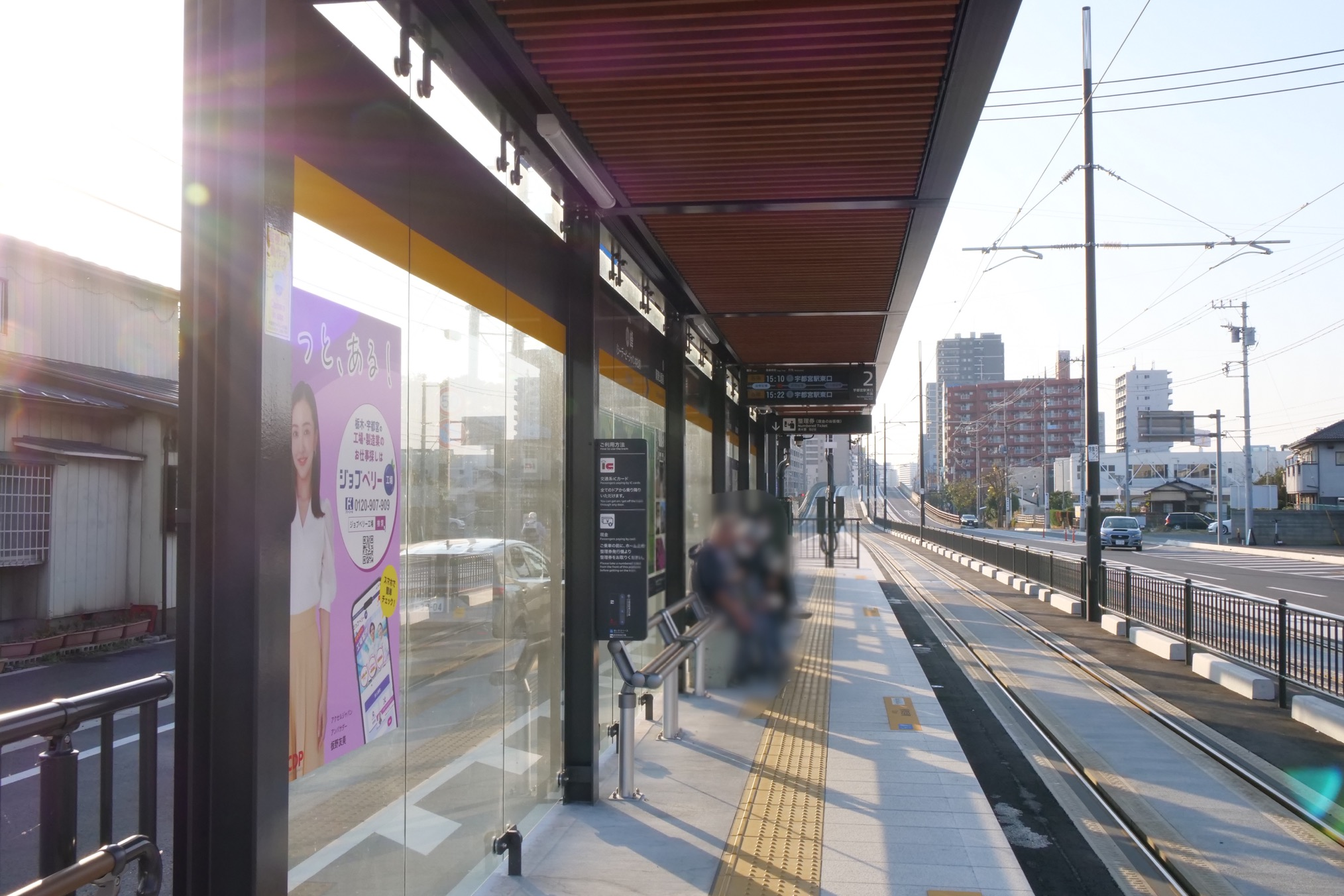
2番線ホーム（2023年11月）

千鳥式ホーム2面2線で、交差点の東側（峰二丁目）に芳賀・高根沢工業団地方面のプラットホームを、西側（峰一丁目）に宇都宮駅東口方面のプラットホームを配置している。

### のりば
| 番線 | 路線          | 方向 | 行先                     |
| ---- | ------------- | ---- | ------------------------ |
| 1    | ■ライトライン | 下り | 芳賀・高根沢工業団地方面 |
| 2    | ■ライトライン | 上り | 宇都宮駅東口方面         |

## 利用状況
- 2024年2月時点での1日平均乗降人員は平日約800人・休日約600人である[12]。
- 2024年（令和6年）11月第2週の1日平均乗降人員は平日約1,160人・休日約720人である[13]。

## 停留場周辺
住宅地となっており、近隣に教会がある。その周辺には店舗が点在する。たいらや泉が丘店（スーパーマーケット）は北側、シーデーピージャパン本社は南側にある。
- シーデーピージャパン本社
- 純福音宇都宮教会
- 国道4号宇都宮バイパス
- 柳田街道

## 開業前の様子

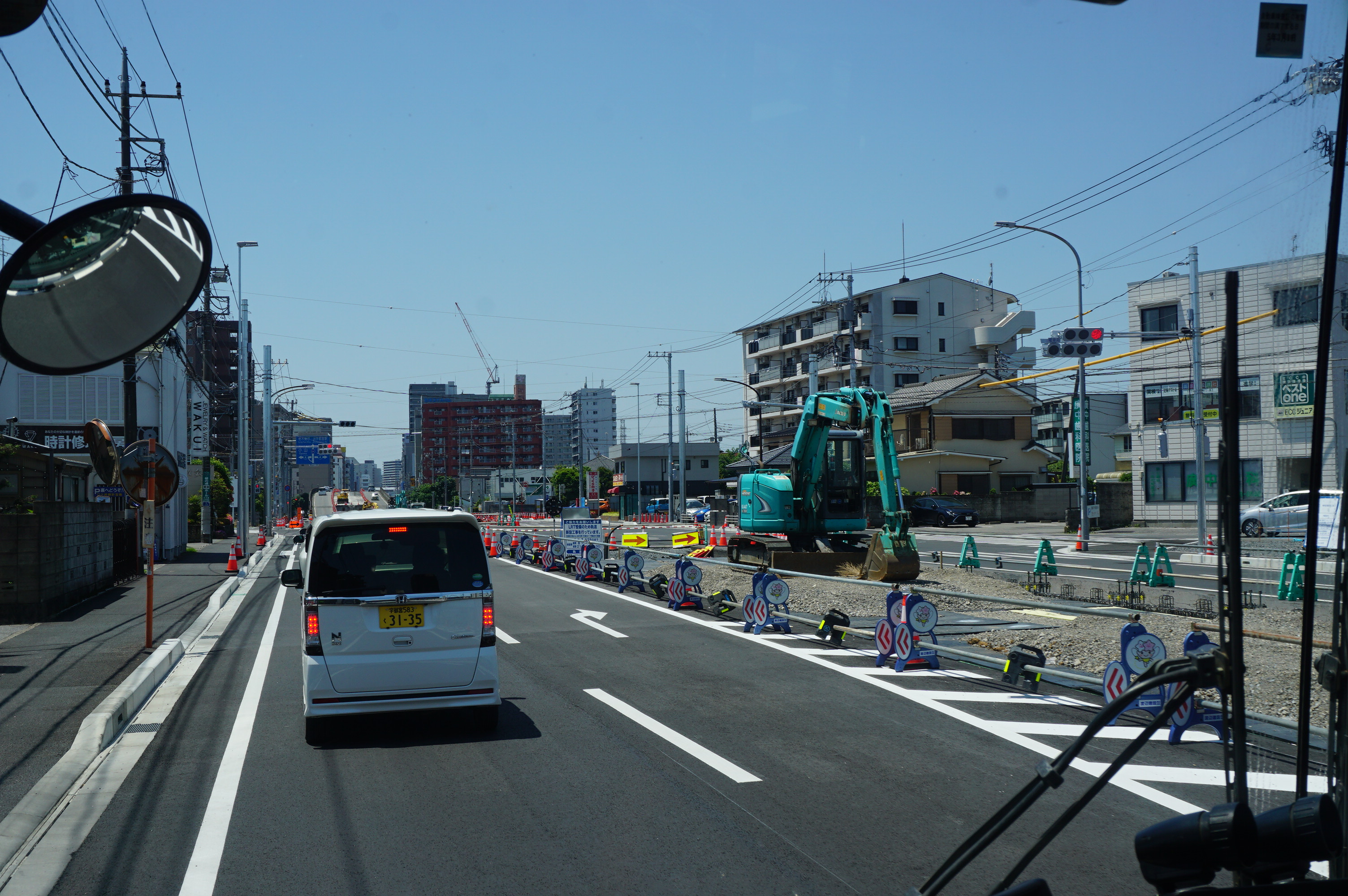
1番線ホーム建設予定地（2022年5月）
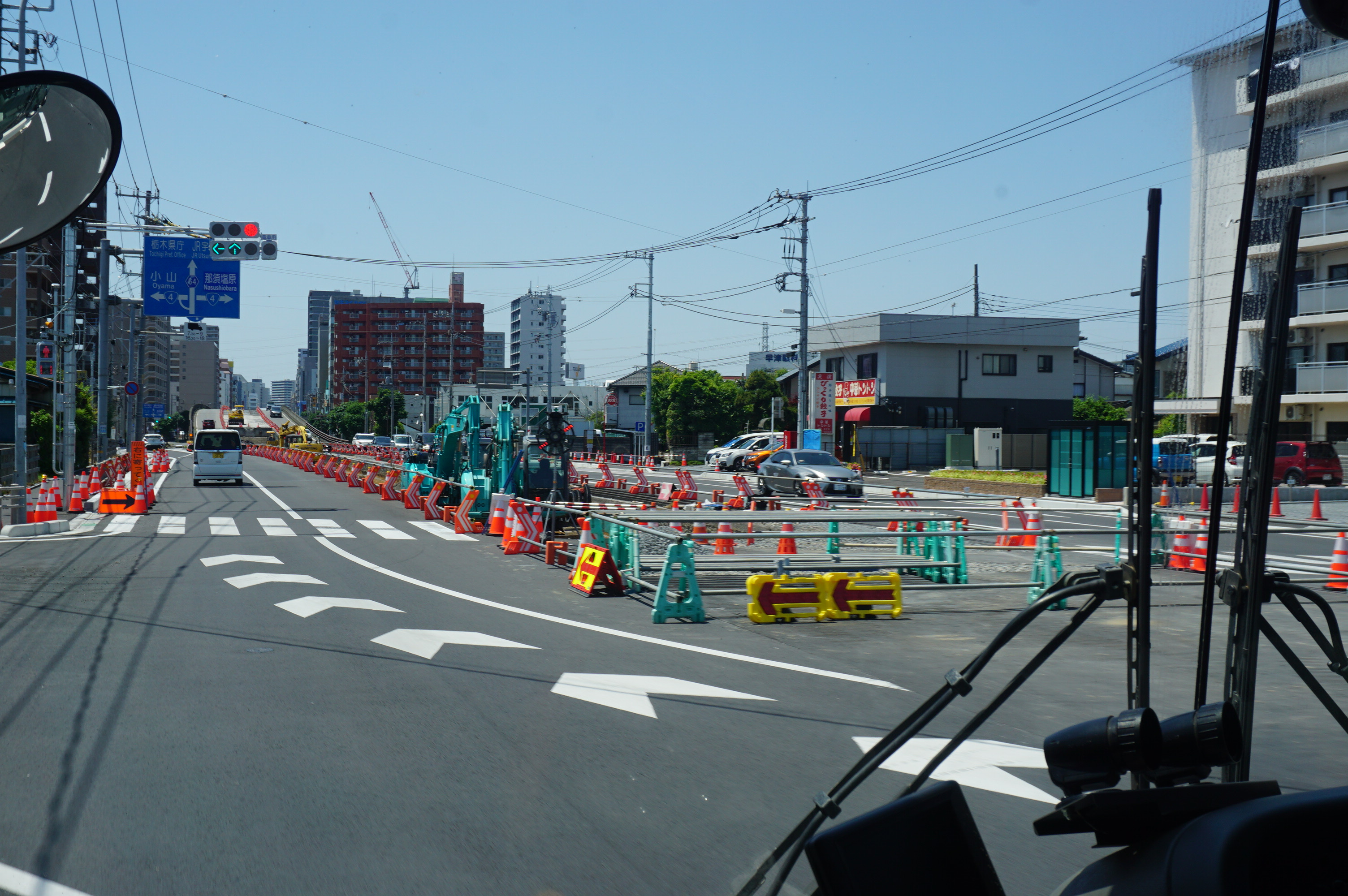
2番線ホーム建設予定地（2022年5月）
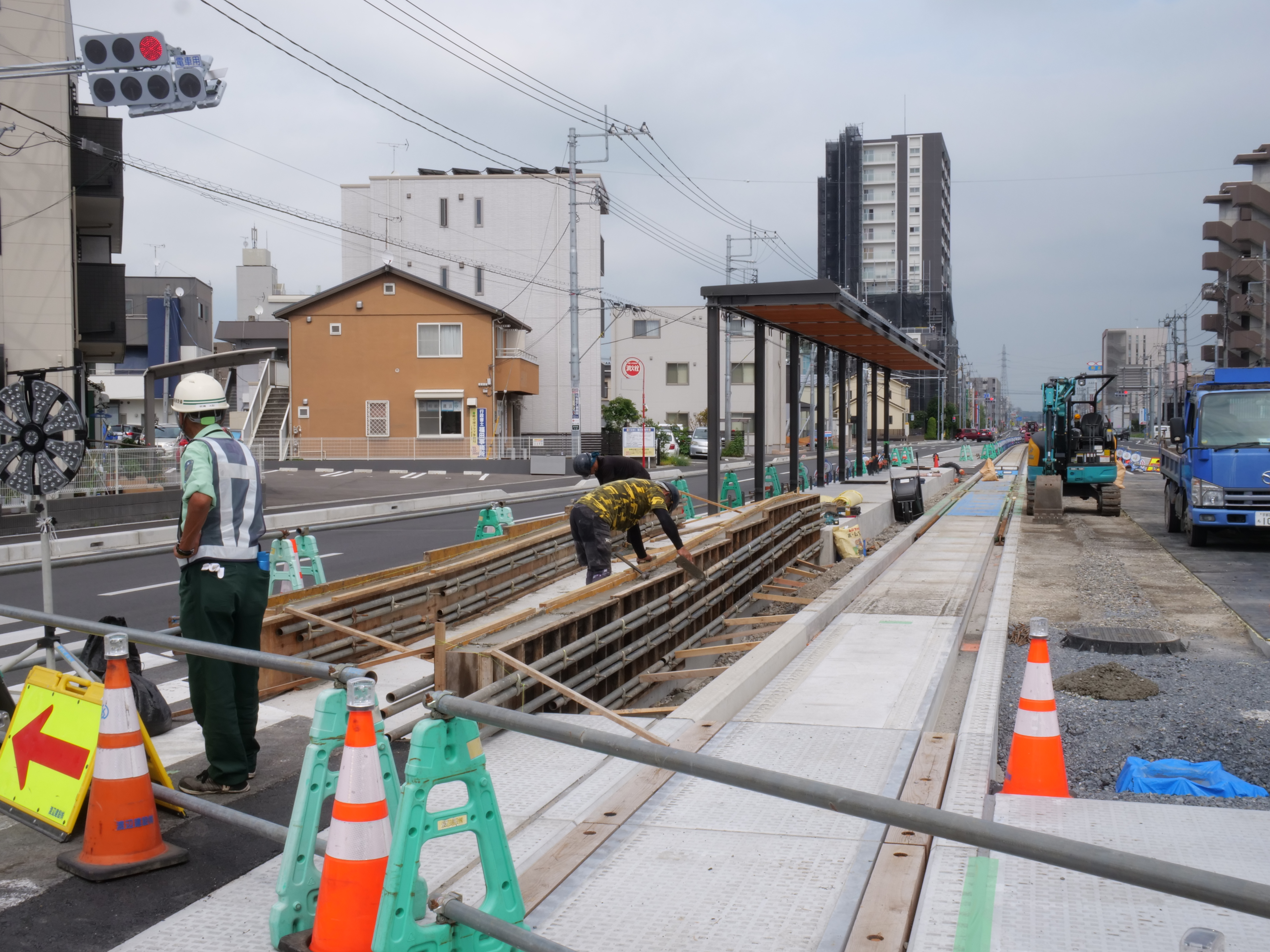
建設中の1番線ホーム（2022年8月）

## 隣の停留場
宇都宮ライトレール
■宇都宮芳賀ライトレール線
快速（平日朝下りのみ運転）
通過
各停
駅東公園前停留場 (03) - 峰停留場 (04) - 陽東3丁目停留場 (05)